# Кульмайн
Кульмайн (нем. Kulmain) — община в Германии, в земле Бавария. 
Подчиняется административному округу Верхний Пфальц. Входит в состав района Тиршенройт.  Население составляет 2331 человек (на 31 декабря 2010 года). Занимает площадь 32,29 км².
Коммуна подразделяется на 19 сельских округов.